# Рольян, Хесус
Хесу́с Миге́ль Ролья́н Пра́да (исп. Jesús Miguel Rollán Prada; 4 апреля 1968, Мадрид — 11 марта 2006, Ла-Гаррига) — испанский ватерполист, вратарь, олимпийский чемпион 1996 года и двукратный чемпион мира (1998 и 2001).

## Биография
Его первой командой стал клуб «Сан Блас»; из-за того, что вратарь в игре двигается мало, Рольян тренировался не особенно увлеченно и предпочитал играть с друзьями в футбол или баскетбол, однако травма связок оказалась причиной того, что он в конце концов посвятил себя водному поло.
Позже он переехал в Барселону, получил образование по специальности инженер-агроном.
В Каталонии Рольян играл за клубы «Вальеэрмосо» и «Каталуния». И на клубном, и на национальном уровне он обладал внушительным списком побед.
В 2000 году Рольян был знаменосцем испанской олимпийской сборной вместе с Мануэлем Эстиарте.
Умер 11 марта 2006 года в возрасте 37 лет на курорте Ла-Гаррига (Барселона, Испания). Рольян находился в центре реабилитации с октября 2005 года, пытаясь преодолеть депрессию. Причиной смерти стало падение с террасы реабилитационного центра.
Через несколько дней после его смерти Испанская королевская федерация плавания удостоила его ордена Славы (исп. Placa de Honor), самой высокой награды Федерации. С сезона 2005/2006 учреждён приз имени Хесуса Рольяна, которым награждается вратарь, пропустивший наименьшее количество голов за сезон.

## Национальная сборная
Хесус Рольян был участником национальной ватерпольной сборной Испании на протяжении многих лет (1988—2004), участвовал в пяти подряд Олимпиадах.

## Клубы
- Сан Блас (Испания)
- Вальеэрмосо (Испания)
- Каталуния (Испания)
- Про Рекко (Италия)
- Сабадель (Испания)
- Кьявари Нуото (тренер) (Италия)

## Награды и достижения

#### На клубном уровне
- Кубок Европы: 2 (1995, 2003)
- Кубок Кубков LEN: 1 (1992)
- Лига Испании: 7
- Кубок Короля: 6 (1987, 1988, 1990, 1992, 1994, 1997)
- Суперкубок Европы: 2 (1992, 1995)
- Лига Италии: 1

#### В составе сборной Испании
- Золото на Олимпийских играх в Атланте (1996)
- Серебро на Олимпийских играх в Барселоне (1992)
- Золото на Чемпионате мира в Перте (1998)
- Золото на Чемпионате мира в Фукуоке (2001)
- Серебро на Чемпионате мира в Перте (1991)
- Серебро на Чемпионате мира в Риме (1994)
- Серебро на Чемпионате Европы в Афинах (1991)
- Бронза на Чемпионате Европы в Шеффилде (1993)
- Бронза на Кубке мира в Сиднее (1999)
- Золото на Средиземноморских играх в Тунисе (2001)
- Бронза на Средиземноморских играх в Бари (1997)
- Золото на юниорском Чемпионате мира в Сан-Паулу (1987)